# Kolarstwo
Kolarstwo – sport rowerowy, jazda rowerem w charakterze sportowym; Bardzo szeroki termin, odnoszący się do wielu dyscyplin sportowych, zawsze jednak związanych z korzystaniem z roweru. 

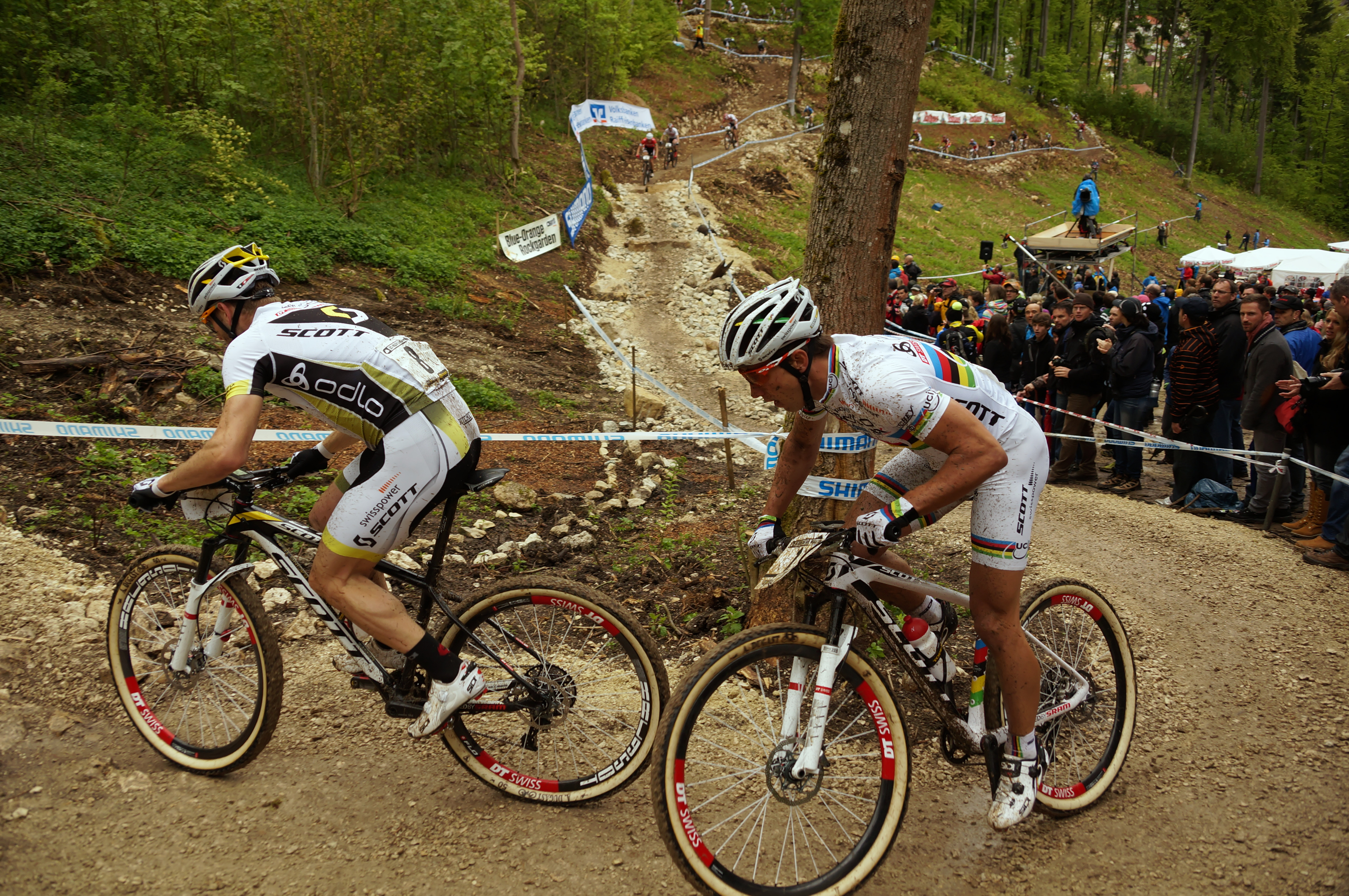
Zawody kolarskie Cross-Country

## Nazwa
Nazwa wywodzi się od słowa „koło”, jak początkowo nazywano w Polsce rower. Dawniej w Polsce jazdę na rowerze ogólnie nazywano kolarstwem, a z czasem dla rozróżnienia poszczególnych form zaczęto używać dookreśleń: kolarstwo sportowe, kolarstwo wyczynowe, kolarstwo użytkowe, kolarstwo turystyczne, a samo słowo kolarstwo, jak i kolarz, zaczęło być kojarzone wyłącznie ze sportem.

## Dyscypliny kolarskie
Część z dyscyplin została zatwierdzona przez Międzynarodową Unię kolarską (UCI). Zatwierdzone przez ową instytucję dyscypliny należą do kolarstwa klasycznego. Istnieje szereg „wariacji” na temat sportu rowerowego, uprawianych przez amatorów na całym świecie, które nie są oficjalnie zatwierdzone – jednakże do nich również odnosi się termin – kolarstwo.
W skład kolarstwa klasycznego wchodzą:
poddyscypliny olimpijskie:

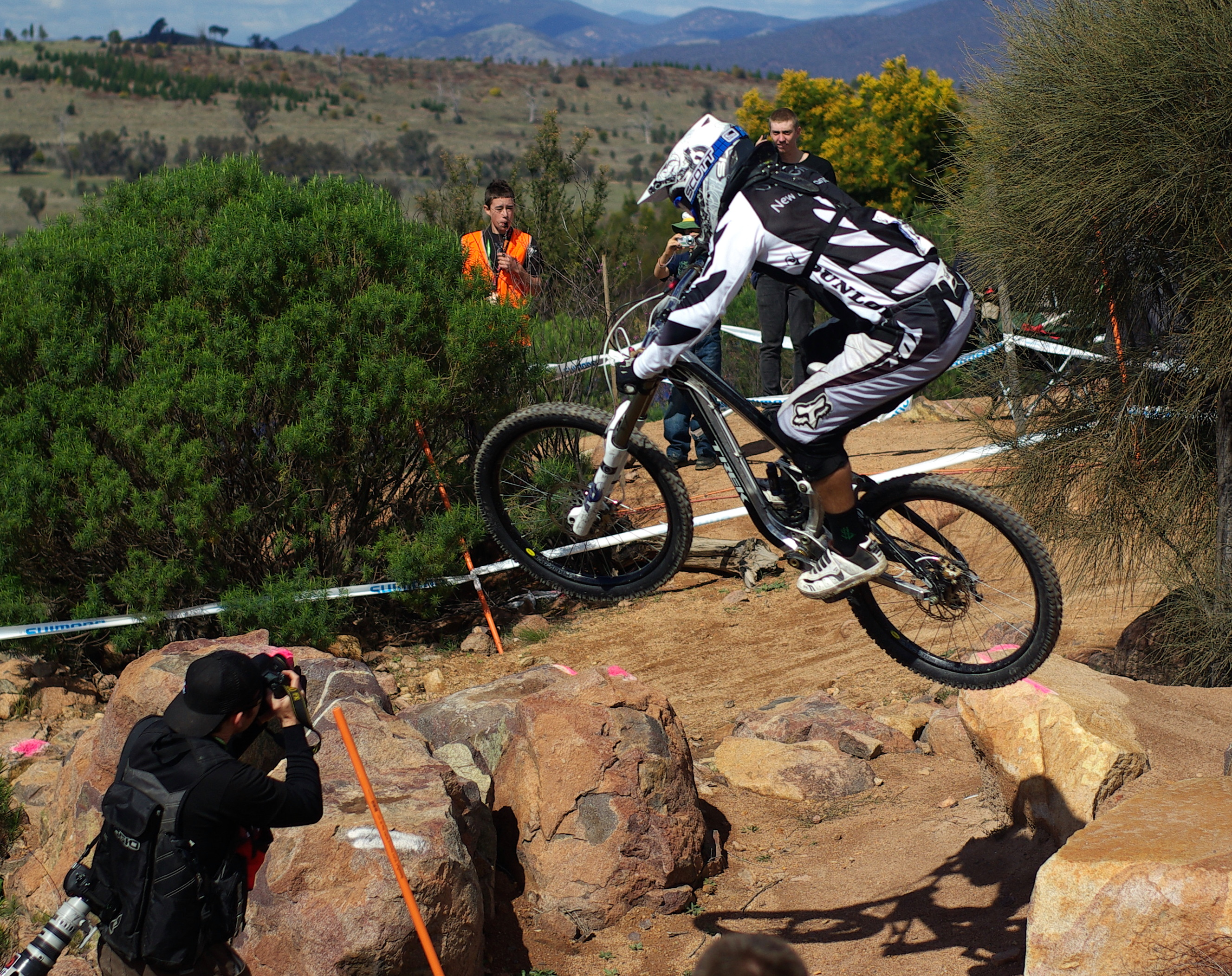
Downhill

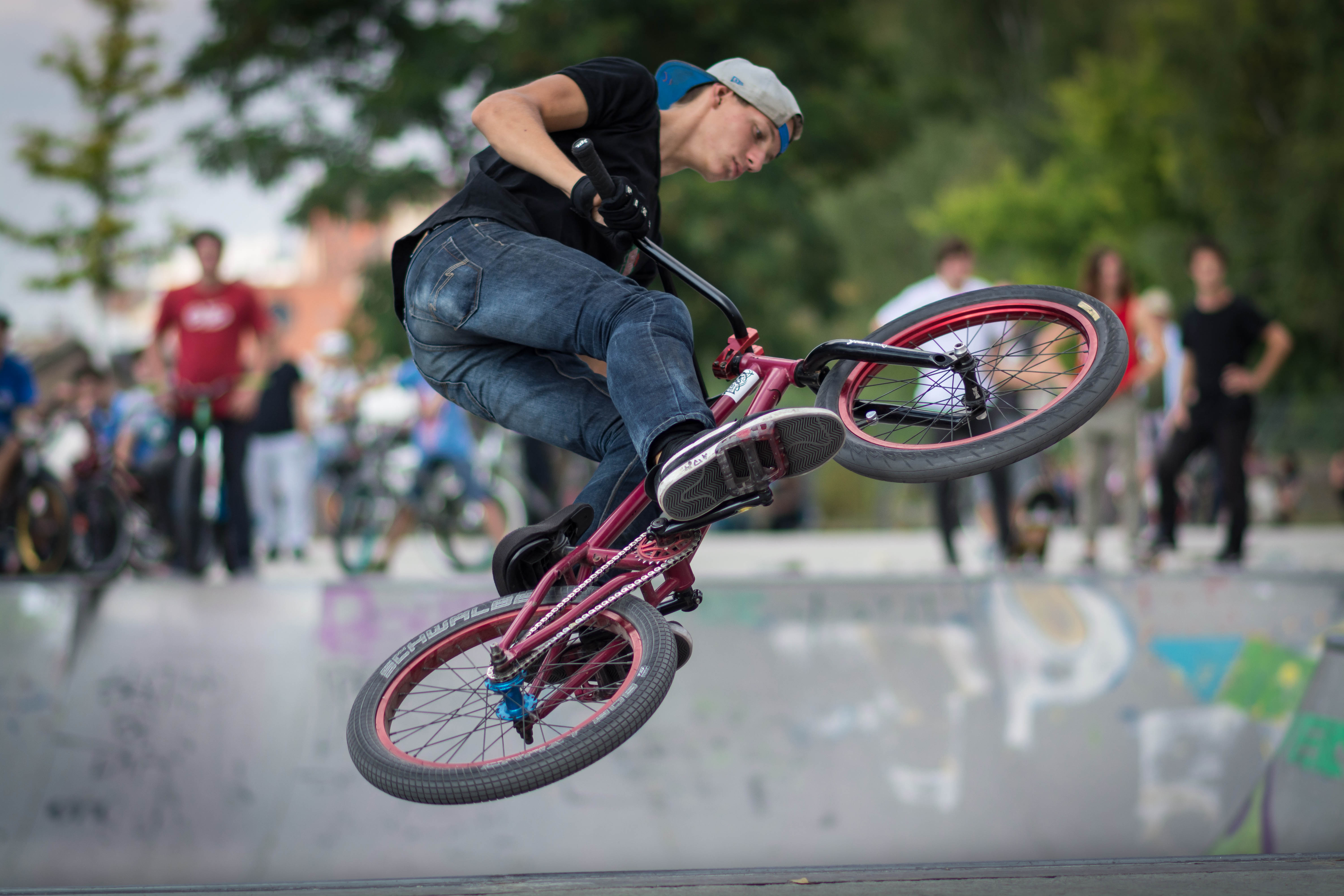
BMX

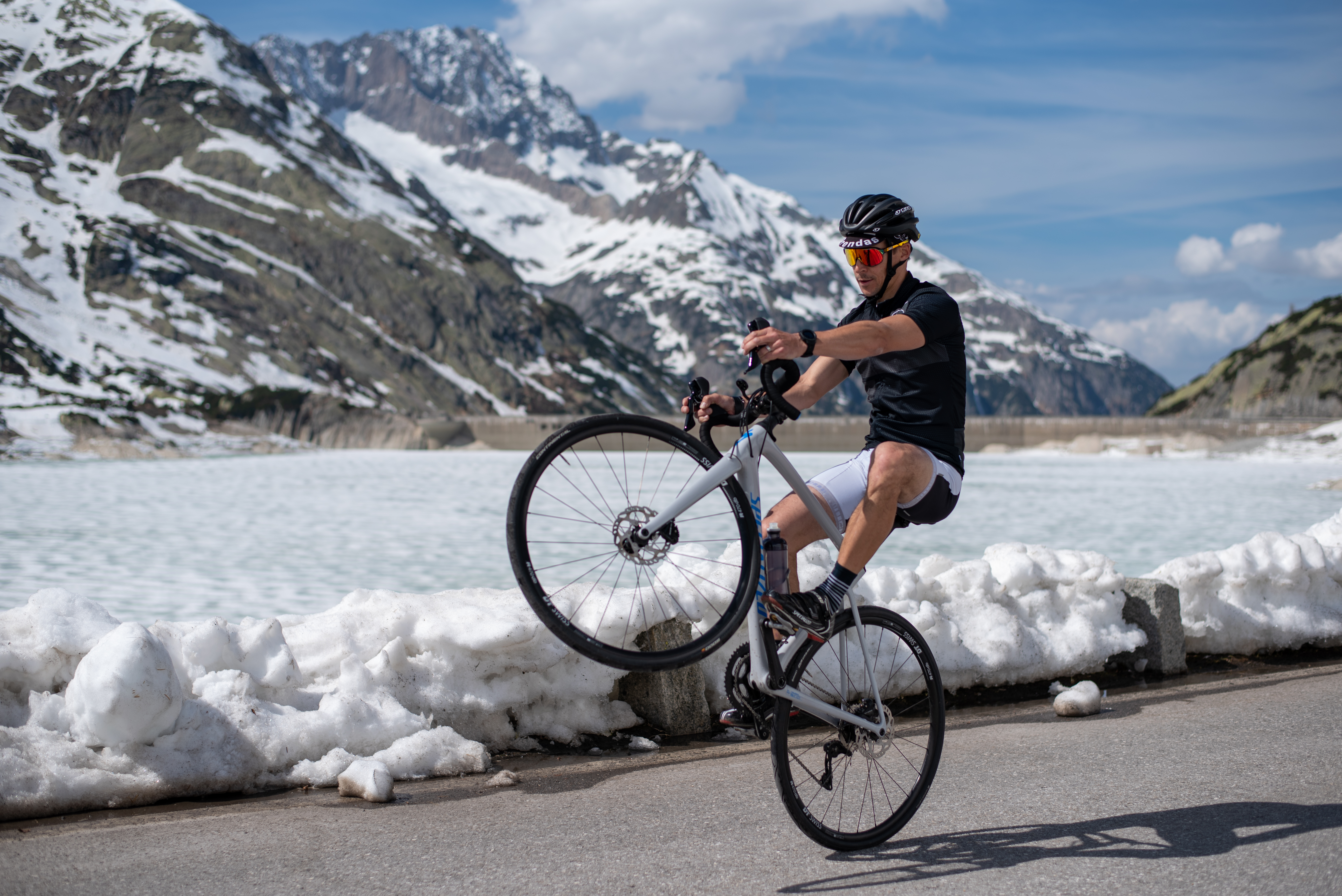
Stunt rowerowy

- kolarstwo szosowe – uprawiane na drogach publicznych;
- kolarstwo torowe – uprawiane na specjalnych owalnych torach;
- kolarstwo górskie (MTB) – do którego zalicza się m.in.:
  - kolarstwo zjazdowe (DH) – polega wyłącznie na zjazdach z gór, bez podjazdów (konkurencja nieolimpijska)
  - kolarstwo Cross-Country (XC) – mieszanka kolarstwa zjazdowego z przełajowym (konkurencja olimpijska);
- kolarstwo BMX – uprawiane na torach Moto-Cross;

pozostałe dyscypliny:
- kolarstwo przełajowe – jazda po leśnych bezdrożach;
- cyklotrial – w skład którego wchodzą:
  - trial rowerowy – wykonywany w nieprzystępnym terenie, oprócz jazdy po podłożu wykonywane są skoki,
  - tube jumping – „skakanie na rowerze w rurze”, podobne do wykonywanego na rolkach, deskach,
  - dirt jumping – skoki ze specjalnego ziemnego nasypu z wykonywaniem ewolucji;
- kolarstwo artystyczne – rowerowy „taniec”, wykonywanie różnych figur;
- piłka rowerowa;
- stunt rowerowy – akrobacje rowerowe wykonywane głównie na jednym kole, na równej nawierzchni.

Każdej z dyscyplin jest przypisany rodzaj sprzętu, na którym powinny być one wykonywane. Owe regulacje dotyczą m.in. rozmiaru kół, dopuszczalnych przełożeń czy kształtu ramy.
Kolarstwo jest też sportem w triatlonie.
Parakolarstwo (paracycling) – to termin odnoszący się do dyscyplin uprawianych przez zawodników niepełnosprawnych. Zawodnicy są podzieleni na grupy w zależności od używanego sprzętu:
- B – tandem
- H1-H4 – handbike
- T1-T2 – tricykl
- C1-C5 – rower tradycyjny, w tym zmodyfikowany

## Wpływ jazdy na rowerze na zdrowie
Wiele naukowych opracowań dowodzi, że ludzie regularnie jeżdżący na rowerze mają mniejsze skłonności do otyłości, cukrzycy, udarów, chorób serca i różnych rodzajów raka. Rowerzyści nie tylko zyskują kilka lat życia, ale mają też większe szanse pozostać mobilnymi i niezależnymi w podeszłym wieku, czy uniknąć demencji. U ludzi, którzy jeździli do pracy rowerem, istnieje o 40% mniejsze ryzyko zgonu w czasie 15 lat badania niż pozostałych. Kolarstwo znacznie poprawia kondycję układu sercowo-naczyniowego.